# Yutaka Ozaki
Yutaka Ozaki (jap. 尾崎 豊) (ur. 29 listopada 1965, zm. 25 kwietnia 1992 w Tokio) – japoński piosenkarz rockowy.

## Wybrana dyskografia

### Albumy studyjne
- 1983: Juunanasai no Chizu[2]
- 1985: Kaikisen[2]
- 1985: Kowareta Tobira kara[2]
- 1988: Gairoju[2]
- 1990: Tanjou[2]
- 1992: Hounetsu e no Akashi[2]